# Vaktlar
Vaktlar är ett samlingsnamn för ett antal släkten med medelstora hönsfåglar i familjerna fasanfåglar (Phasianidae) och tofsvaktlar (Odontophoridae). Dessa två familjer är inte nära besläktade men bär samma namn på grund av sitt liknande utseende och beteende. Det finns även ett antal obesläktade grupper med fåglar av helt andra slag som på grund av vissa morfologiska likheter på olika sätt innefattar "vaktel" i sitt trivialnamn, som exempelvis vaktelduvor, vakteltrastar och vaktelastrilder. 
Vaktlar är små, runda fåglar som till största delen håller sig på marken. Deras främsta föda utgörs av frön och insekter och dylikt. De häckar på marken och är kapabla till korta intensiva flygturer. Vissa arter är dock flyttfåglar som exempelvis japansk vaktel (Coturnix japonica) och vaktel (Coturnix coturnix). 
Vissa vaktlar föds upp i stora antal, mest för äggproduktion men även kött, och vissa arter jagas vilt.

## Arter i taxonomisk ordning

### Familj Odontophoridae (Tofsvaktlar)
- Släkte Ptilopachus – tidigare bland fasanfåglarna
  - Iturivaktel (Ptilopachus nahani) – tidigare i Francolinus
  - Stenvaktel (Ptilopachus petrosus)
- Släkte Dendrortyx
  - Rostbröstad skogsvaktel (Dendrortyx barbatus)
  - Långstjärtad skogsvaktel (Dendrortyx macroura)
  - Vitpannad skogsvaktel (Dendrortyx leucophrys)
- Släkte Oreortyx
  - Bergtofsvaktel (Oreortyx pictus)
- Släkte Callipepla
  - Fjällig tofsvaktel (Callipepla squamata)
  - Prakttofsvaktel (Callipepla douglasii)
  - Kalifornisk tofsvaktel (Callipepla californica)
  - Ökentofsvaktel (Callipepla gambelii)
- Släkte Philortyx
  - Bandtofsvaktel (Philortyx fasciatus)
- Släkte Colinus
  - Vitstrupig vaktel (Colinus virginianus)
  - Svartstrupig vaktel (Colinus nigrogularis)
  - Fläckbukig vaktel (Colinus leucopogon)
  - Kronvaktel (Colinus cristatus)
- Släkte Tandvaktlar (Odontophorus)
  - Marmortandvaktel (Odontophorus gujanensis)
  - Grå tandvaktel (Odontophorus capueira)
  - Svartstrupig tandvaktel (Odontophorus melanotis)
  - Rödpannad tandvaktel (Odontophorus erythrops)
  - Svartpannad tandvaktel (Odontophorus atrifrons)
  - Svartfläckig tandvaktel (Odontophorus hyperythrus)
  - Mörkryggig tandvaktel (Odontophorus melanonotus)
  - Rödbröstad tandvaktel (Odontophorus speciosus)
  - Tacarcunatandvaktel (Odontophorus dialeucos)
  - Colombiatandvaktel (Odontophorus strophium)
  - Venezuelatandvaktel (Odontophorus columbianus)
  - Vitstrupig tandvaktel (Odontophorus leucolaemus)
  - Diamanttandvaktel (Odontophorus balliviani)
  - Stjärntandvaktel (Odontophorus stellatus)
  - Fläckig tandvaktel (Odontophorus guttatus)
- Släkte Dactylortyx
  - Sångvaktel (Dactylortyx thoracicus)
- Släkte Cyrtonyx
  - Montezumavaktel (Cyrtonyx montezumae)
  - Glasögonvaktel (Cyrtonyx ocellatus)
- Släkte Rhynchortyx
  - Orangekindad vaktel (Rhynchortyx cinctus)

### Familj Phasianidae (Fasanfåglar)
- Släkte Coturnix
  - Vaktel (Coturnix coturnix)
  - Japansk vaktel (Coturnix japonica)
  - Regnvaktel (Coturnix coromandelica)
  - Harlekinvaktel (Coturnix delegorguei)
  - Stäppvaktel (Coturnix pectoralis)
- Synoicus
  - Brunvaktel (Synoicus ypsilophora)
  - Papuavaktel (Synoicus monorthonyx)
  - Asiatisk blåvaktel (Synoicus chinensis)
  - Afrikansk blåvaktel (Synoicus adansonii)
- Släkte Margaroperdix
  - Madagaskarvaktel (Margaroperdix madagascariensis)
- Släkte Perdicula – buskvaktlar
  - Djungelbuskvaktel (Perdicula asiatica)
  - Slättbuskvaktel (Perdicula argoondah)
  - Rödnäbbad buskvaktel (Perdicula erythrorhyncha)
  - Manipurbuskvaktel (Perdicula manipurensis)
- Släkte Ophrysia
  - Himalayavaktel (Ophrysia superciliosa)

## Vaktlar i kulturen
I Fjärde Mosebok 11:31-34 i Bibeln beskrivs hur det judiska folket i sin vandring från Egypten till det land som Gud lovat dem, blir trötta på att bara äta manna och istället kräver kött och grönsaker. Det beskrivs hur det då driver in mängder med vaktlar från havet som folket börjar samla in och slakta men precis när de sätter tänderna i köttet dödar gud i ett slag en stor mängd av israeliterna. Platsen där detta skedde fick enligt Bibeln namnet Kivrot Hattaava.
I Rig Veda beskrivs hur solens två tvillingsöner, Ashvinerna, räddar dagens vaktel från nattens varg.